# Antonio Buil y Raso
Antonio Buil y Raso (Colungo, 1785 - Valencia, 1850) fue un militar aragonés.

## Biografía
Durante la guerra de la Independencia española fue sargento del Regimiento de Voluntarios de Segorbe. En 1835 era comandante general de Castellón y levantó el asedio de Lucena del Cid, derrotando a José Miralles «el Serrador» en la batalla de Toga en enero de 1836, lo que le comportó la Cruz Laureada de San Fernando. Defendió la ciudad contra el pretendiente Carlos de Borbón en la batalla de Castellón.